# Gustaf Fromhold Armfelt
Fromhold Armfelt född 1721, farfar till Gustaf Fromhold Armfelt , 1799-1867, porträtterad av Ulrika Pasch.
Gustaf Fromhold Armfelt, född 13 oktober 1799 i Kristianstad, död 14 december 1867 i Örebro, var en svensk friherre, militär och bruksägare.
Han var son till Carl Armfelt (1764–1846) och Brita Carolina Wennerstedt (1776–1835) samt från 1828 gift med friherrinnan Aimée Marianne Åkerhielm af Margretelund (1811–1899), som var dotter till generaladjutanten friherre Samuel Åkerhielm. Makarna Armfelt fick barnen Carl Gustaf Lars (1830–1909), Hedvig Carolina Mariana (1833–1898), gift Hinnerson, och Emilia Juliana (Julie) Fredrika (1839–1864), gift af Geijerstam.
Armfelt blev korpral 1811 och kornett vid Livregementets husarkår 1816 där han utnämndes till löjtnant 1822. Han blev ryttmästare 1826 och andre major 1832 därefter utsågs han till överstelöjtnant i armén 1838 och fick avsked ur kåren 1843 samt avsked ur krigstjänsten 1845. Han blev riddare av Svärdsorden 1836.

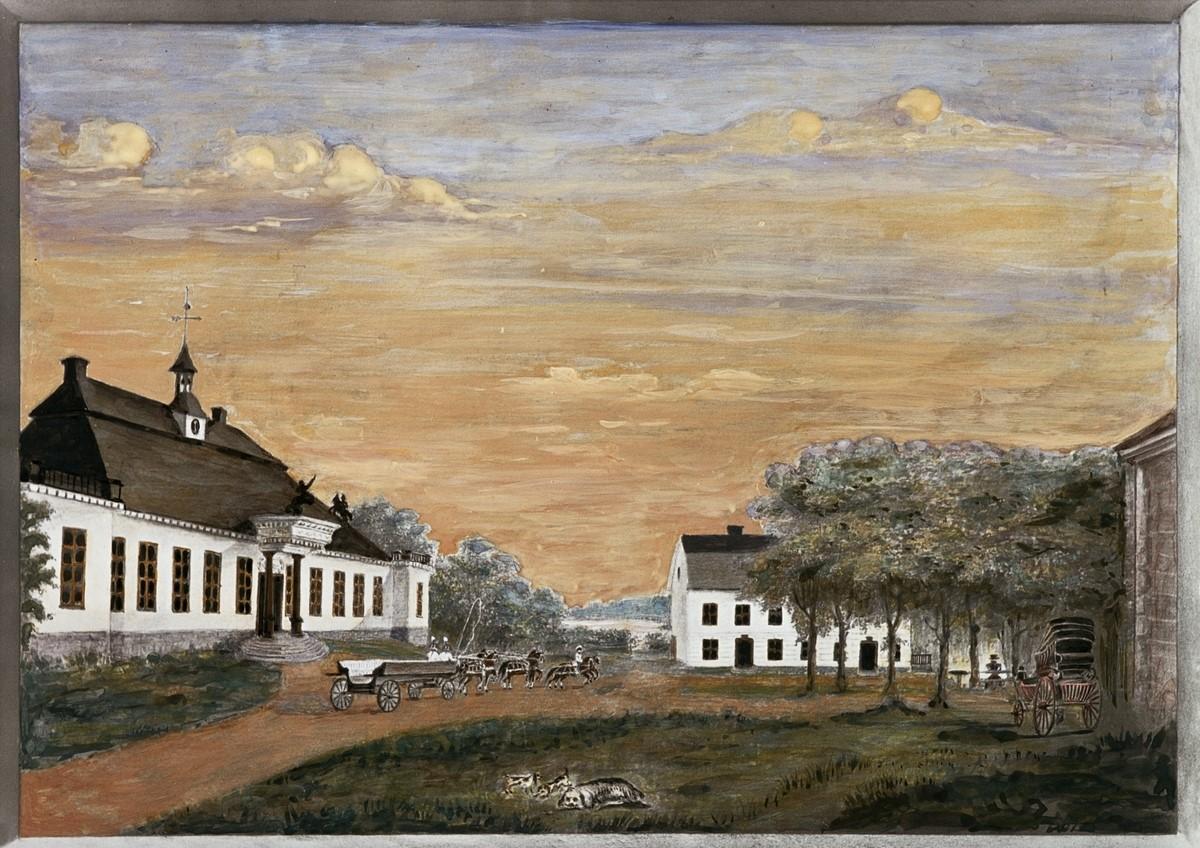
Skogaholms herrgård avbildad på sin ursprungliga plats vid Skogasjön av Carolina Wennerstedt-Armfelt.

Armfelt ägde och drev Åkerby i Gräve socken, Örebro län, och han var sista ägare i släkten av Skogaholms herrgård; när fastigheten såldes flyttades inventarierna till olika fastigheter i släktens ägo. Familjeporträtten bestående av 12 målningar flyttades först till släktgården Runstorp säteri. Därefter har porträtten hängt på Kulla herrgård, Odensviholm, i Småland. 

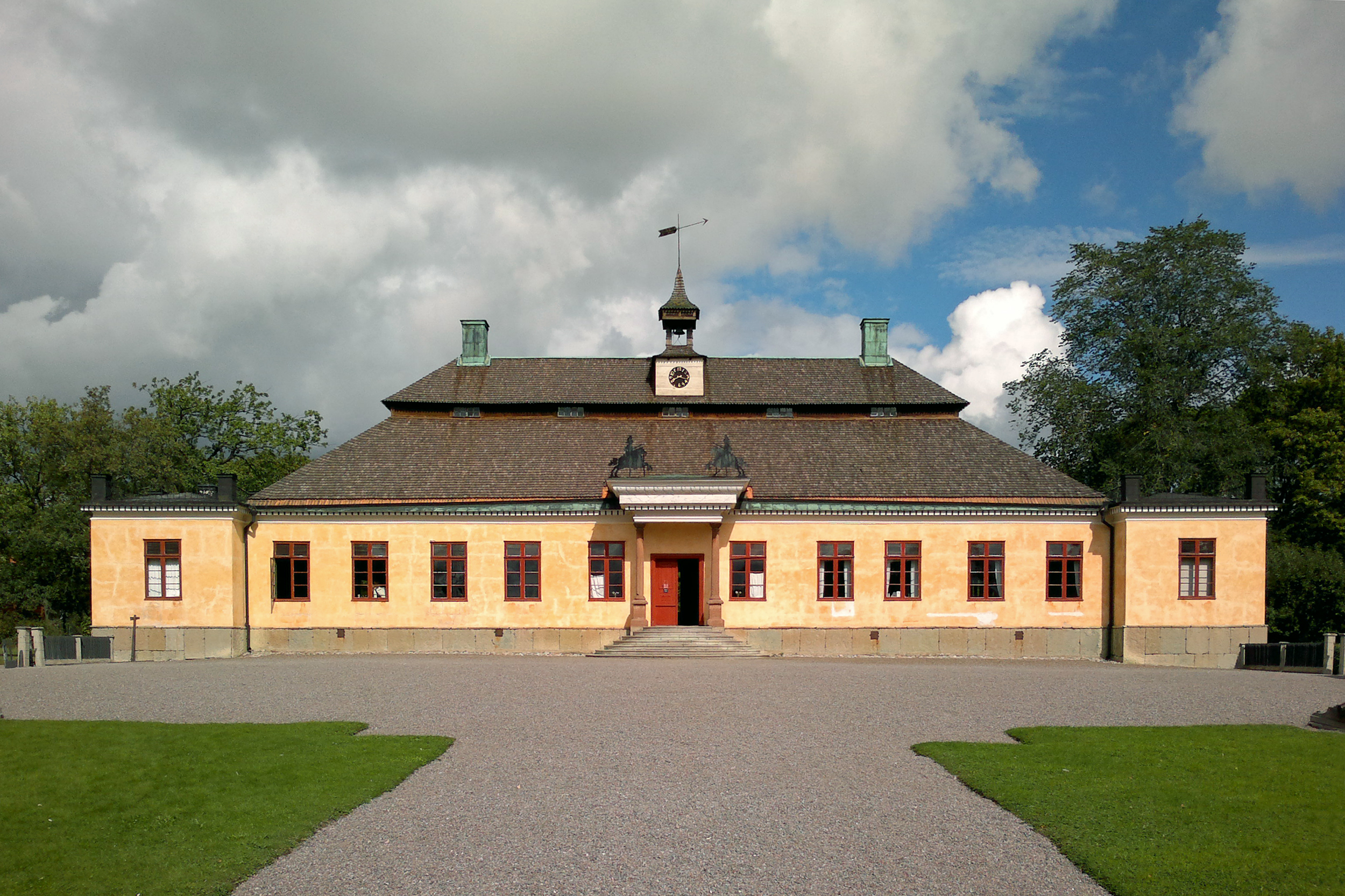
Skogaholms herrgård på Skansen i Stockholm.

Porträtten donerades senare av barnbarnet Carl Gustaf Armfelt (1866–1952) till Nordiska museet och Skansen 1928; dessutom tillkom under åren fram till 1957 en del möbler och inventarier som gåvor till Skogaholms herrgård på Skansen.